# Barbara Kelly
Barbara Kelly (5 de octubre de 1924 – 15 de enero de 2007) fue una actriz canadiense, conocida principalmente por sus papeles en la televisión británica de las décadas de 1950 y 1960 junto a su marido, Bernard Braden, así como por sus múltiples intervenciones como panelista en la versión británica de What's My Line?

## Primeros años
Nacida en Vancouver, Columbia Británica (Canadá), en 1924, su madre, oriunda de Mánchester, era una actriz frustrada, y su padre, un camionero irlandés con trabajo en Vancouver. Su madre, de Mánchester, forzó a Kelly a seguir clases de elocución y de ballet. El primer papel profesional de Kelly fue el de la Virgen María en una obra sobre la Natividad.
Profundamente infeliz en su casa, en 1942, con 17 años de edad, se escapó para casarse con el actor y presentador Bernard Braden. Enseguida pudo hacer trabajo radiofónico, además de viajar por Canadá participando en una representación teatral. También en esa época, Kelly debutó en la televisión, actuando en The Stage Show. En 1949, el matrimonio emigró al Reino Unido con sus dos hijos. Ese mismo año, y una vez en Londres, tuvieron una hija, Kim.

## Carrera
Kelly actuó de manera regular en el show de su marido, Bedtime with Braden, en 1950. Al año siguiente compartió créditos con Braden en An Evening at Home with Bernard Braden and Barbara Kelly y, a lo largo de las décadas de 1950 y 1960, siguió participando en los programas de su marido. Además, en 1968 actuó junto a Braden y a su hija en la sitcom B-And-B. 
En los inicios de la década de 1950, Kelly actuó en unos pocos filmes, entre ellos The Desert Hawk, A Tale of Five Cities, Castle in the Air, Love in Pawn y Glad Tiding. Kelly también protagonizó algunos programas propios, como fue el caso de Kelly's Eye. 
Kelly fue probablemente más conocida por sus frecuentes intervenciones como panelista en el show televisivo What's My Line?, emitido desde 1951 a 1963. Este programa, emitido por la BBC en las tardes de los domingos, alcanzó una gran popularidad, aunque, como Kelly afirmaba años después, no tenía competencia: "era el único programa emitido!". Otro programa en el que trabajó fue Criss Cross Quiz, un concurso de conocimientos generales basado en las tres en línea y presentado por ella entre 1964 y 1967.

## Salida de Braden de la BBC
En 1972 la BBC dio por finalizado el programa de Bernard Braden On the Braden Beat, reemplazándolo por otro de corte similar, That's Life!, presentado por Esther Rantzen, la cual había trabajado con Braden. Las razones parecían relacionadas con un anuncio de margarina que Braden había llevado a cabo para Independent Television (ITV). Sin embargo, aunque Braden respondió de modo prudente ante la decisión, Kelly la condenó de manera directa y se mostró hostil con.

## Últimos años
Tras B-And-B, Barbara Kelly tuvo pocos papeles televisivos, aunque actuó en episodios de Hawaii Five-O y Pearl, en la película de 1977 Lust of a Eunuch, y en un capítulo de Magnum P.I. en 1981. En 1983 tomó parte en una reposición del programa What's My Line? que se mantuvo en antena tres años, aunque Kelly, que pensaba que el show no sería el mismo tras fallecer Gilbert Harding en 1960, opinaba que esta recuperación no igualaba al original.
En la década de 1970 Kelly y Braden dirigieron Adanac Productions, una compañía fundada por ellos 20 años antes, y especializada en la realización de presentaciones para conferencias de negocios. Tras su retirada del mundo del espectáculo, Barbara Kelly estableció una agencia artística llamada Prime Performers, la cual ofrecía a diferentes celebridades, entre ellas Barbara Windsor, Joan Collins, Raymond Baxter, Norman Tebbit y John Harvey-Jones, para intervenir como oradores en actos sociales. En 2000 Kelly también fundó Speakerpower, una empresa que empleaba a famosos como David Jacobs y Sylvia Syms para enseñar a gerentes corporativos a hablar en público.
Barbara Kelly falleció en 2007 a causa de un cáncer en una residencia del barrio londinense de Hampstead. Tenía 82 años de edad.